# Colegio de los Sagrados Corazones de Santiago
El Colegio de los Sagrados Corazones es un establecimiento educacional ubicado en la ciudad de Santiago de Chile, en Chile. Fue fundado en el siglo XIX por una congregación religiosa de origen francés: la Congregación de los Sagrados Corazones de Jesús y de María. Por esta razón, durante largo tiempo, fue conocido por los vecinos del sector como el colegio de los padres franceses de Alameda, convirtiéndose en un hito urbano de gran trascendencia para la capital.
Actualmente, es uno de los centros educacionales más antiguos de la república y se  constituye como el primer colegio particular de la región metropolitana. 
Inició sus actividades el 15 de febrero de 1849, abriendo sus puertas a una tímida comunidad educativa de treinta y seis estudiantes, entre los que figuró don José Manuel Balmaceda, Presidente de la República durante el periodo de 1886 y 1891.

## Fundación
Durante el año 1848, el gobierno de Chile instó a los “padres franceses” a crear establecimientos educacionales en Santiago y Copiapó; en la primera, por su categoría de capital del país, y la segunda, por ser un centro minero de relevancia en la economía nacional. En Valparaíso, ciudad puerto, existía un colegio dependiente de los religiosos desde 1837.  
Con fecha 28 de septiembre de 1848, Monseñor Megliore Doumer ss.cc, obispo Superior Provincial de América y Oceanía, recibió el decreto de fundación del Colegio de los Sagrados Corazones de Santiago, marcando el sello educacional que la comunidad religiosa tendría en nuestro país. El decreto estaba firmado por don Manuel Bulnes Prieto, presidente de la República .
Al año siguiente, se inauguró el centro educacional de Copiapó y el 15 de febrero del mismo año, la comunidad de Santiago abrió sus puertas a los primeros estudiantes. 
Su ubicación estaba en las afueras de la ciudad, en una chacra arrendada a la señora Rosario Albano y Vergara, viuda de José Santiago Montt Irarrázaval. El predio estaba en la Alameda de las Delicias esquina Callejón de Padura, actual Avenida del Libertador General Bernardo O'Higgins y calle Almirante Latorre.
El primer Rector del establecimiento fue el religioso Vicente Duboize ss.cc, acompañado por los presbíteros Pedro Romero ss.cc, Juan de la Cruz sscc, y Pacomio Olivier ss.cc.

## Inicios
Durante el siglo XIX y parte del siglo XX, la comunidad escolar estuvo integrada por las familias más importantes de la sociedad santiaguina. La ubicación del establecimiento permitía dicho fenómeno, ya que se encontraba en un barrio exclusivo donde residía la élite de la minería y las familias vinculadas a la historia del latifundio chileno. Los presidentes de la república don Manuel Bulnes Prieto y Manuel Montt Torres matricularon a sus hijos en el Colegio. Asimismo lo hizo José Manuel Balmaceda.
En 1855 la congregación compró el sitio en que funcionaba el colegio. Ese año el establecimiento contaba con 110 alumnos, todos internos, los que seguían un estricto régimen de estilo conventual. Se levantaban a las 5 de la mañana en verano y a las 6 en invierno.
En 1858 se inició la construcción definitiva de los pabellones del Colegio. Asimismo, comienzan las actividades de la Academia Literaria, en conjunto con talleres de teatro, música y artes. Como parte de la formación integral de los alumnos se promovieron espacios para el deporte, incluyendo la esgrima.
El 19 de marzo de 1879 se inauguró un hermoso templo que, a diferencia del actual, su entrada estaba por el costado poniente del edificio. 
Durante esta primera etapa se consolidan dos fiestas que, durante largo tiempo serán parte de las prácticas comunes de la comunidad escolar: el festividad del Sagrado Corazón y el día del Padre Rector.

## Desarrollo
El crecimiento del colegio estuvo a la par con el crecimiento de Santiago, ciudad que de los 90.000 habitantes que tenía en 1850 pasó a 500.000 en 1920.
En 1886 se instaló una línea telefónica. En 1893 fue inaugurado el teatro, de forma semicircular y con capacidad para poco más de 1000 espectadores.
En 1898 se abrió la calle Carrera hasta la Alameda y el colegio compró una franja de terreno hacia el oriente con lo cual pudo construirse un nuevo pabellón de salas y dormitorios, los que fueron inaugurados en 1902.
Estas construcciones se completaron en 1911 y 1915, años en los que se compraron las propiedades de la Alameda que estaban entre la capilla y la calle Carrera.
Se aumentó la publicación de textos de estudios. Se agrandaron la biblioteca y los gabinetes de Física, Química y Ciencias Naturales.
En 1906, desde la Academia Literaria surgió la “Revista Colegial”, la que fue censurada por la dirección, al año siguiente apareció, editada por el colegio de Valparaíso, la “Revista Escolar” publicación común a todos los colegios de la Congregación.
En lo religioso, a las asociaciones de alumnos de los Ángeles, de San José, de los Sagrados Corazones y de la Asociación Exterior formada por exalumnos, se sumaron las Conferencias de Madres Cristianas formadas por mamás de los alumnos. Se estableció la adoración del Santísimo Sacramento todos los primeros viernes de cada mes.
El año 1895 fue especial para los sacerdotes de la Congregación pues volvieron a usar hábito blanco. Desde su llegada a Chile en 1834, los sacerdotes de la congregación habían usado hábito blanco, color que los distinguía, pero en 1843 este había sido cambiado a negro.
El colegio se abría a la comunidad con la ceremonia anual de Repartición de Premios y desde 1901 con la Revista de Gimnasia; ambas actividades convocaban a gran parte de la sociedad santiaguina.
En 1907 un grupo de exalumnos y el colegio fundaron el Patronato de los Sagrados Corazones para lo cual la Congregación donó un sitio en el extremo sur del colegio donde había una pequeña casa.
Allí comenzó a funcionar, con solo 11 alumnos la escuela nocturna Pío X para obreros los que a fines de año ya eran 80. En 1908 el Patronato contaba con el Círculo Dominical y la Escuela Diurna “Ignacio Domeyko”, gratuita, para niños.

## Incendio y destrucción - 1920
Al comenzar el año 1920 el colegio había alcanzado su máximo desarrollo, tanto en el aspecto académico como en medios materiales; había alcanzado su máxima extensión y disponía de todas las acomodaciones que correspondían a un establecimiento educacional de primer nivel. La matrícula era de aproximadamente 600 alumnos y contaba con 24 religiosos : 21 sacerdotes y 3 hermanos.
El miércoles 7 de enero, en pleno verano santiaguino, por lo que el colegio estaba prácticamente vacío por el período de vacaciones, el tiempo era caluroso con una pequeña brisa del sur. A las 12.20 horas uno de los empleados avisó que salía humo desde el costado de la cocina. En segundos aparecieron las llamas avivadas por la brisa del sur. Se avisó a los bomberos los que concurrieron inmediatamente, concurriendo las 12 compañías existentes en la ciudad.
Luego de más de dos horas de haberse iniciado el fuego, este comenzó a decrecer pues ya se había quemado prácticamente todo, solo se salvaron de la destrucción el edificio del kindergarten, la cocina, el teatro y el Patronato, todo el resto fue consumido por las llamas: los archivos, los registros de notas y de exámenes, la capilla, los laboratorios, la biblioteca, el mobiliario, las salas de clases y los dormitorios. Hubo 50 bomberos heridos de los cuales dos murieron pocos días después. 

## Recuperación - Desarrollo – Entrega al Arzobispado de Santiago
Los sacerdotes enfrentaron la catástrofe con determinación y entereza. Su primer pensamiento fue cómo reabrir el colegio para el regreso de los alumnos a clases en el mes de marzo.
El 5 de abril de 1920 el colegio recibió a sus alumnos, menos a los del kindergarten y a los internos, quedando solo los medio pupilos con un horario de 8 de la mañana hasta las 5 de la tarde. Las clases se efectuaron en el Patronato.
El 13 de noviembre de 1920 se colocó la primera piedra del nuevo edificio el que estuvo terminado en 1925, excepto la iglesia que lo estuvo en 1936. En 1931 se creó la Brigada de Scouts.
A fines de 1971 la Congregación se replanteó sus objetivos en Chile y decidió entregar el colegio en comodato al Arzobispado de Santiago. En 1978 asumió la rectoría el primer Rector laico y en 1992 la Congregación decidió entregar el colegio, con todas sus dependencias, al Arzobispado y pasó a llamarse desde esa fecha Colegio de los Sagrados Corazones del Arzobispado de Santiago.

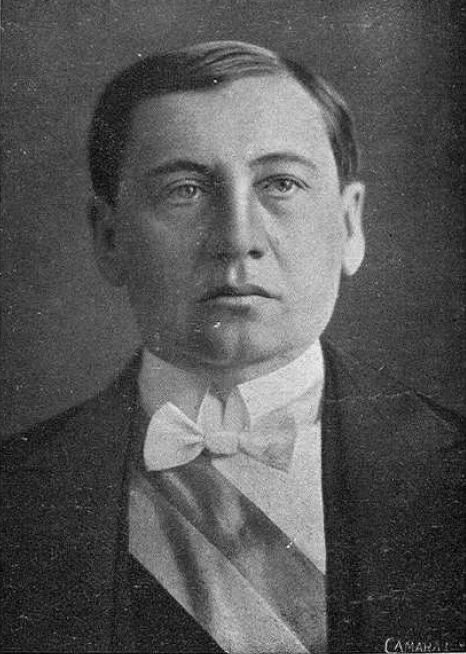
Arturo Alessandri Palma

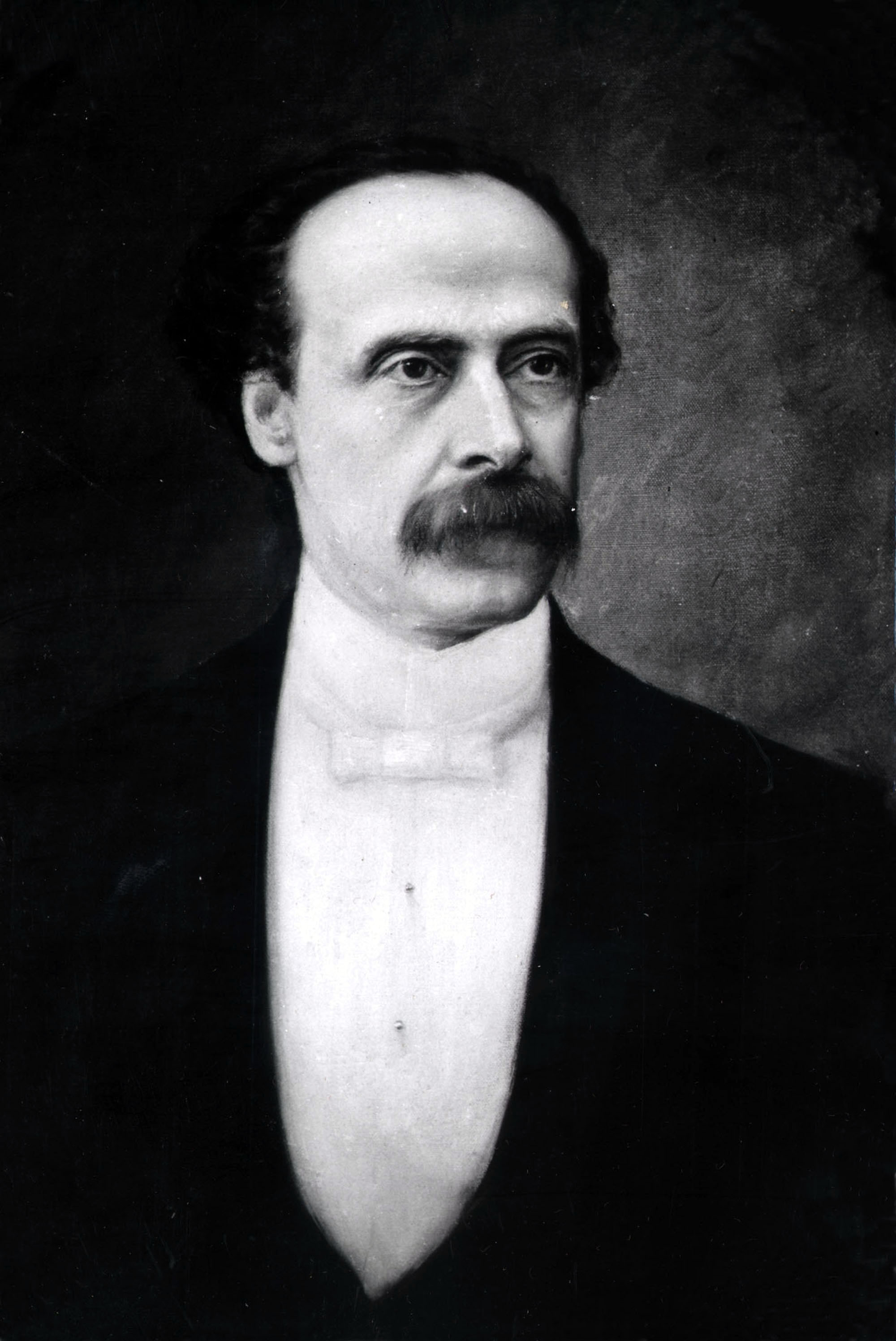
José Manuel Balmaceda Fernández

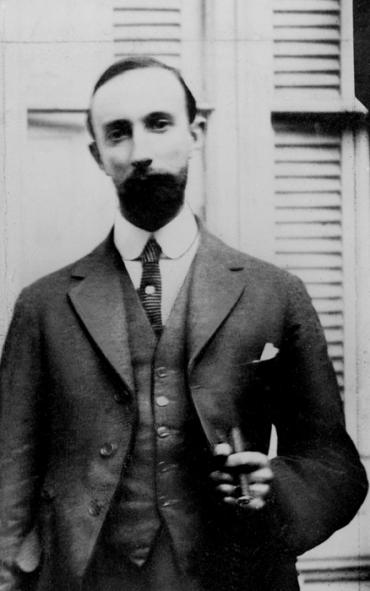
Jenaro Prieto

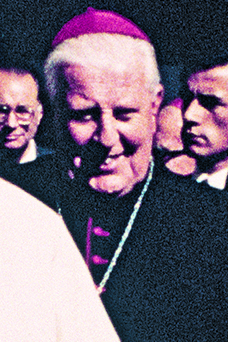
Cardenal Francisco Fresno

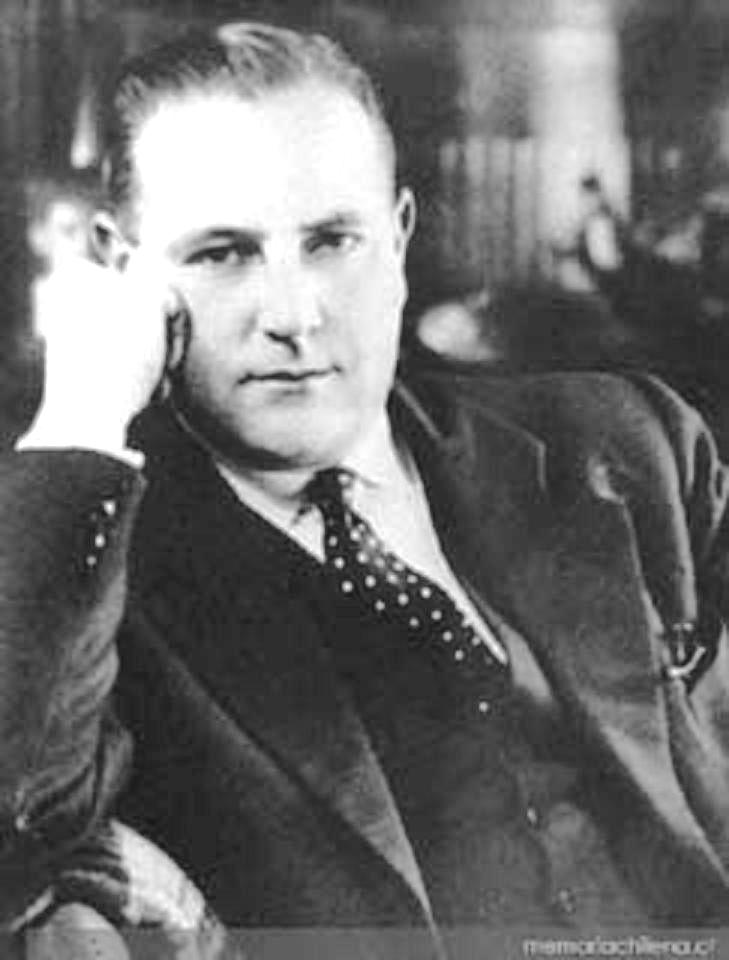
Benjamín Subercaseaux